# Glochidion beehleri
Glochidion beehleri är en emblikaväxtart som beskrevs av W.N.Takeuchi. Glochidion beehleri ingår i släktet Glochidion och familjen emblikaväxter.
Artens utbredningsområde är Papua Nya Guinea. Inga underarter finns listade i Catalogue of Life.